# Nguyễn Mạnh Hùng (chính ủy)
Nguyễn Mạnh Hùng (sinh năm 1964) là một sĩ quan cao cấp trong Quân đội nhân dân Việt Nam, hàm Trung tướng. Ông nguyên là Bí thư Đảng ủy, Chính ủy Tổng cục Công nghiệp Quốc phòng.

## Thân thế và binh nghiệp
Ông quê ở xã Giao Phong, Giao Thủy, Nam Định.
Trước năm 2014, ông là Phó Chủ nhiệm Chính trị Quân khu 3
Năm 2014, ông được bổ nhiệm làm Chủ nhiệm Chính trị Quân khu 3
Tháng 9 năm 2016, ông được bổ nhiệm giữ chức Bí thư Đảng ủy, Chính ủy Quân khu 3.
Tháng 3 năm 2019, ông được bổ nhiệm giữ chức Bí thư Đảng ủy, Chính ủy Tổng cục CNQP
Theo Quyết định số 831/QĐ-TTg, ông nghỉ hưu theo chế độ kể từ ngày 1/9/2024.

## Lịch sử thụ phong quân hàm
| Năm     | 2014 | 2018 |
| ------- | ---- | ---- |
| Cấp bậc |      |      |